# دریاچه مامای
دریاچه مامای (قزاقی: Мамай) یک دریاچه در استان آق‌مولای کشور قزاقستان است.